# محمد بن محمد الثابت
محمد بن محمد الثابت شهر الطويل أحد رموز الشعر الشعبي في الجنوب التونسي ولد في  11 مارس 1909 بمنطقة العوينة دوز بدأ طفولته يرعى الإبل استجابة إلى متطلبات بيئته البدوية، حيث تمرس على حياة الصحراء وخبر مناخها وطبيعتها. التحق بالجندية في أواخر الثلاثنات واستمر بها حوالي ثماني سنوات.
1944 فر من الجيش الفرنسي ليلتحق بالمقاومين في جبل السقي (قرب حامة قابس). في إثر ذلك أصدرت ضده المحكمة الفرنسية الحكم بالإعدام بتهمة التمرد. أقام مدة مع الثوار ثم هاجر صحبة بعض رفاقه اثر نشوب خلاف في صفوف المقاومة. بقي يتجول بين القطر الليبي وشمال الجمهورية مدة 12 سنة. عاد إلى مسقط رأسه بعد الاستقلال حيث استقر بقية حياته صحبة عائلته إلى أن وافاه الأجل يوم 26 أكتوبر 1990. له ديوان ما زال مخطوطا بلإدارة الأداب (مصلحة الشعر الشعبي) يحتوي على جل انتاجه الشعري ذي الأعراض والأشكال المتنوعة والمتعددة.
- درز رعد فوق البادية قلقها
- لاشتشكرو والشكر ما واتاكم
- مبيوع هالعفلوك دقة جدة
- المحجوب ننده فيك طال غيابك
- قالق اخلوقي كسوده
- رابع سني لامن نشد عن حالي
- للعرس هاني جيت متعني
- الباي منصف مات
- في اربعطاش جويلية قالو ضحيتوا
- عندي سبع اسنين اتعدو
- سهران لاعدت واجد هني
- با الاهي الخالق يا سيد العطا
- مرازيق في شيرة عمل نفزاوة
- ضحضاح مشناه يبسال
- الله لا برق يشعل
- طلبتك يا سبحان الأمة تعدلها
- شير شار فا مزانة غمز
- الله لا برق شير
- يخليك يا تونس ويقطع مالك
- اليوم بنزرت جانا بشيرك
- عل الوطن طاشيت طولت غيابي
- يا جدودي لثنين ليمة نراعيكم
- اليوم طارت دعكة ومرونه
- يا بن زكري هاب ترابي